# Abram Lincoln Harris
Abram Lincoln Harris, Jr. (Richmond, 17 de janeiro de 1899 – Chicago, 6 de novembro de 1963) foi um economista, acadêmico, antropólogo e crítico social da situação dos afro-americanos. Ele  foi o primeiro afro-americano a alcançar notoriedade em diversas especializações nas áreas da economia, antropologia e estudos raciais. Nascido em uma família afro-americana de classe média do estado da Virgínia, Harris foi um dos primeiros economistas negros de destaque no país, chegando a alcançar um PhD na área. Ele foi professor universitário em instituições nos estados da Virgínia Ocidental, Illinois e no Distrito de Columbia. Entre as décadas de 30 e 50, Harris contribuiu com publicações tais como The Black Worker, the Negro & the Labor Movement, Harris Report, Black Communist in Dixie, The Negro as Capitalist, The Social Philosophy of Karl Marx-Ethics e Economics and Social Reform, nas quais ele apontou os desafios das desigualdades social e econômica para os afro-americanos. Ele também ajudou a fundar e liderar um setor na Universidade Howard, bem como dirigiu seu departamento de economia. Harris iniciou sua carreira tendo uma perspectiva marxista, sendo posteriormente influenciado pelo liberalismo e se preocupando com o totalitarismo soviético. Ele influenciou as correntes radical e neoconservadora do pensamento preto. Seu falecimento se deu em novembro de 1963.

## Infância e juventude
Harris nasceu numa família afro-americana de classe média, no dia 17 de janeiro de 1899, em Richmond (Virgínia). Seu pai foi açougueiro em um açougue de propriedade germano-americana e sua mãe foi professora. Eles eram descendentes de escravizados que foram libertos antes do período da Guerra de Secessão e, juntos, possibilitaram que a educação de Harris ocorresse sob relativa estabilidade econômica e com alto grau de qualidade. Desde a infância, Harris teve contato frequente com a família do proprietário do açougue em que seu pai trabalhava, desenvolvendo fluência na língua alemã. O domínio desse idioma, o ajudou futuramente quando ele analisou textos de economistas alemães e socialistas tais como Karl Marx. Ele também trabalhou no açougue em sua juventude.

## Carreira

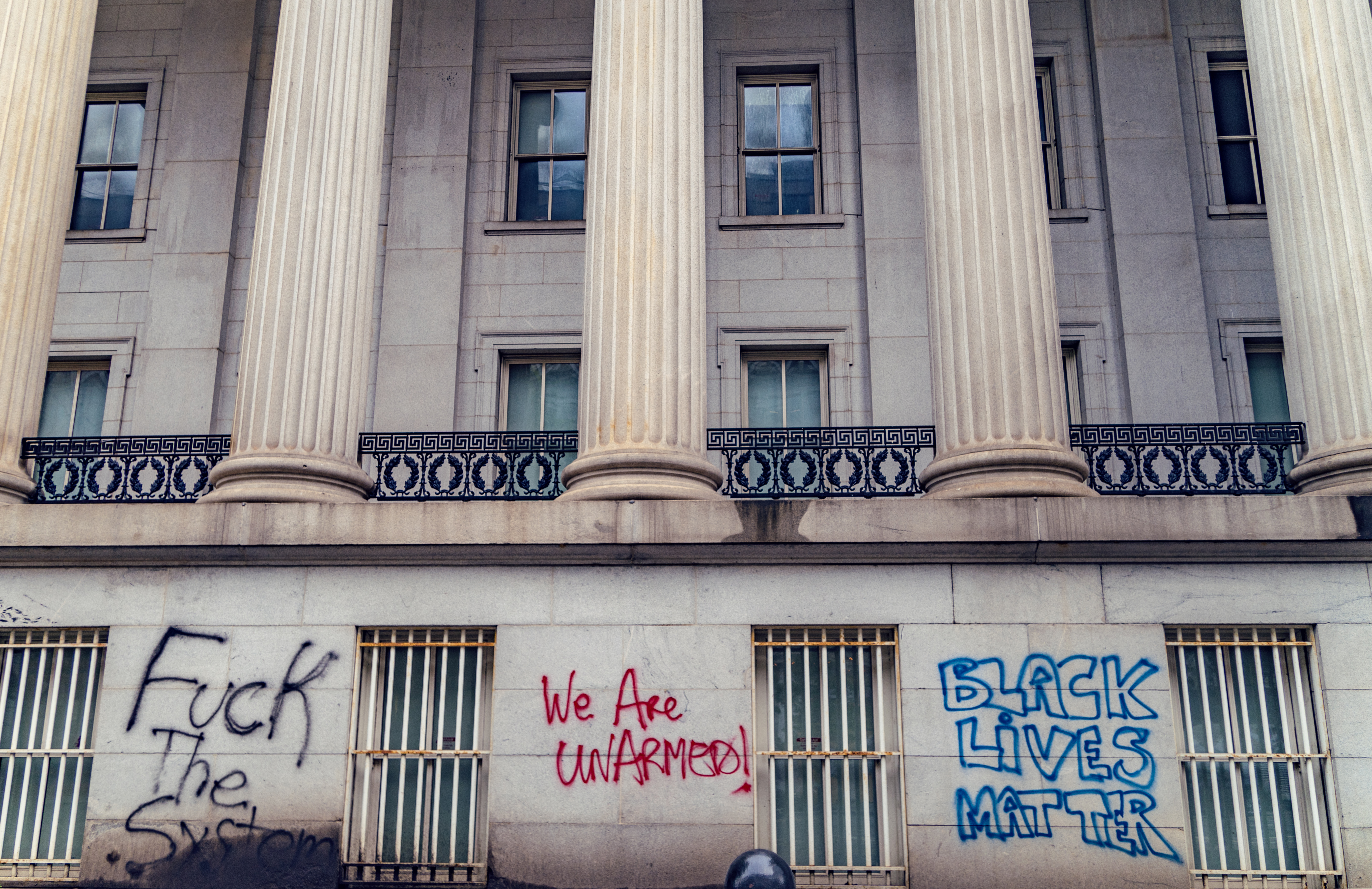
Os afro-americanos de Minneapolis vêm sendo vítimas de racismo até os dias atuais

Abram Harris foi o primeiro economista afro-americano a alcançar notoriedade em diversas especializações nas áreas da economia, antropologia e estudos raciais. Ele defendeu a análise de classe, considerando o status dos afro-americanos. Harris concluiu um Bacharelado em Ciências na Universidade do Sindicato da Virgínia em 1922, um mestrado em economia na Universidade de Pittsburgh em 1924 e seu PhD, em 1931, pela Universidade Columbia. De 1924 a 1945, ele lecionou no Estado da Virginia Ocidental numa faculdade pública preta historicamente pequena, na comunidade do Instituto. Durante esse ano, ele começou uma amizade forte e duradoura com V. F. Calverton. Ele ensinou por um ano, em seguida, foi promovido a diretor da Liga Urbana de Minneapolis. Como diretor, ele confeccionou um relatório detalhado intitulado de The Negro Population in Minneapolis: A Study of Race Relations, tratando das condições de vida dos afro-americanos na cidade. Harris descreveu as condições físicas e socioeconômicas dos afro-americanos em Minneapolis em 1926. Ele também lecionou na Universidade Howard, iniciando em 1927 e passando lá a maior parte de sua carreira. Neste período, ele fez parcerias com seus colegas Ralph Bunche e E. Franklin Frazier criticando valores conservadores e focando em estudos raciais, tendo ainda uma perspectiva marxista.

## Década de 30

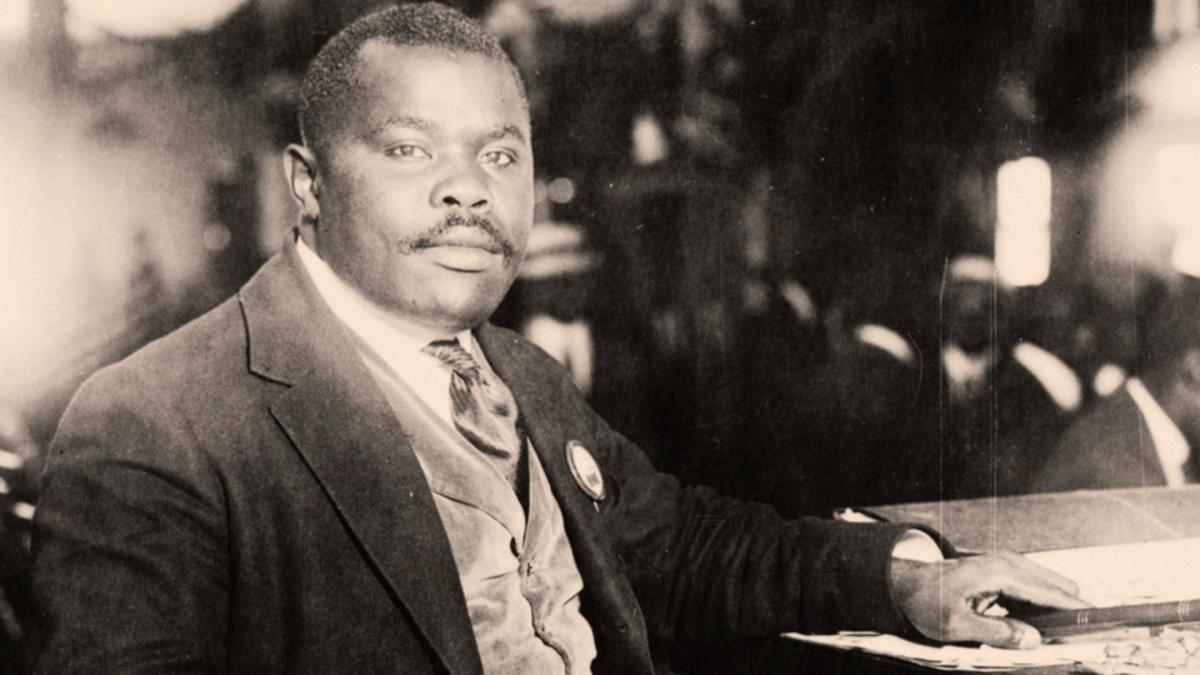
Marcus Garvey

Em 1930, Harris se tornou o segundo afro-americano a concluir um doutorado em Economia no país, seguindo Sadie Mossell Alexander. No ano seguinte, ele participou da publicação de seu trabalho mais reconhecido, juntamente com o cientista político judeu Sterling Spero, intitulado de The Black Worker. Harris acreditava que o afro-americano precisava trabalhar para o desenvolvimento dum partido político da classe trabalhadora nos Estados Unidos. Ele expressou seu desapreço por outras estratégias de luta tais como a rebelião, a dissidência ou o movimento Back to Africa - os quais Harris descrevia como "Sionismo Negro" - liderado por figuras tais como Marcus Garvey e Haile Selassie.
Em The Black Worker, Spero e Harris afirmaram que os afro-americanos podiam acabar com o antagonismo racial na classe trabalhadora. Eles escreveram sobre a história do dilema racial entre brancos e pretos originado no período da escravidão. Eles argumentaram que muitos afro-americanos só haviam migrado para o ambiente urbano há pouco tempo e ainda eram ignorantes ao sindicalismo e seus benefícios. Eles expuseram que o anti-sindicalismo sustentado por organizações tais como a Liga Urbana Nacional também contribuíam com a segregação vista na classe trabalhadora.
Em 1935, Harris foi o autor principal de um outro trabalho que sugeriu à NAACP que promovesse uma posição mais firme e ativa com relação às questões raciais, texto o qual foi chamado de Harris Report. Harris também teve trocas intelectuais com Melville Jean Herskovits, que foi bolsista pelo Conselho Nacional de Pesquisa (National Research Council — NRC) de 1923 a 1926. Dez anos depois, em 1936, Herskovits incluiu Harris em um projeto de estudos sobre afro-americanos. De 1937 a 1945, ele foi o líder Intelectual da Seção ultra-liberal das Ciências Sociais na Howard, a qual ele ajudou a fundar em 1937, também dirigindo o seu Departamento de Economia. Enquanto a Grande Depressão progredia, o radicalismo de Harris diminuiu.

## Década de 40

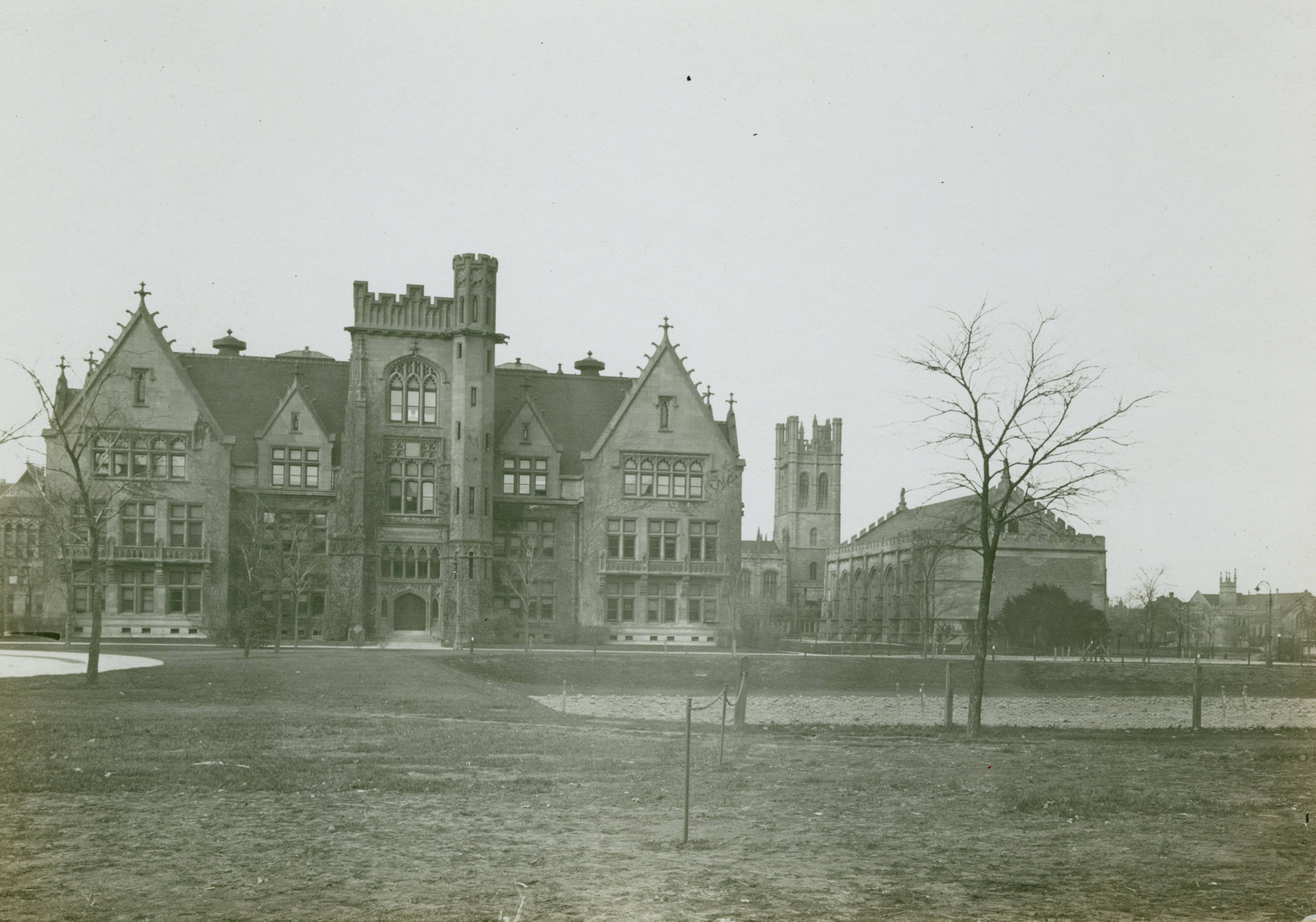
Universidade de Chicago em 1913

Depois que Harris foi transferido para a Universidade de Chicago em 1945, ele passou por uma mudança em seu pensamento intelectual que fez parte de sua vida dali em diante, ao ser influenciado pelo liberalismo de John Stuart Mill. Como ele escreveu na introdução de sua coleção pessoal de ensaios em 1957, ele foi "emergindo de um estado de rebelião social [enquanto] ainda estava aderindo um pouco às ideias socialistas no final da década de 1920." Seus textos começaram a se alinhar mais com uma economia ortodoxa e sua anterior defesa de Karl Marx e de outros economistas radicais se transformou em reavaliações críticas dos trabalhos deles. Suas preocupações com a direção totalitária dos Sindicatos Soviéticos liderados por Josef Stalin, foram expressas em seu texto intitulado de Black Communist in Dixie, escrito para a revista da Liga Urbana, chamada de Opportunity.
Tanto em The Black Worker quanto em The Negro as Capitalist, de 1936, Harris apontou desafios tendo como objetivo a igualdade social e econômica para os afro-americanos, concluindo que uma classe de trabalhadores unidos é a melhor opção para o seu progresso. Ainda na década de 40, o pensamento de Harris frequentemente chocava-se com o dos Intelectuais pretos antigos, os quais quando focavam na subordinação dos pretos, insistiam em abordar uma estrutura estritamente racial. Enquanto estava em Chicago, ele praticamente se calou sobre as questões raciais, focando em trabalhos tais como The Social Philosophy of Karl Marx-Ethics em 1948 e Economics and Social Reform em 1958. Ele trabalhou na Universidade de Chicago até 1950. Em 1961, ele conseguiu a Bolsa Guggenheim, o que o permitiu conquistar seu Doutorado em Direito pela Universidade do Sindicato da Virginia naquele ano.

## The Negro as Capitalist

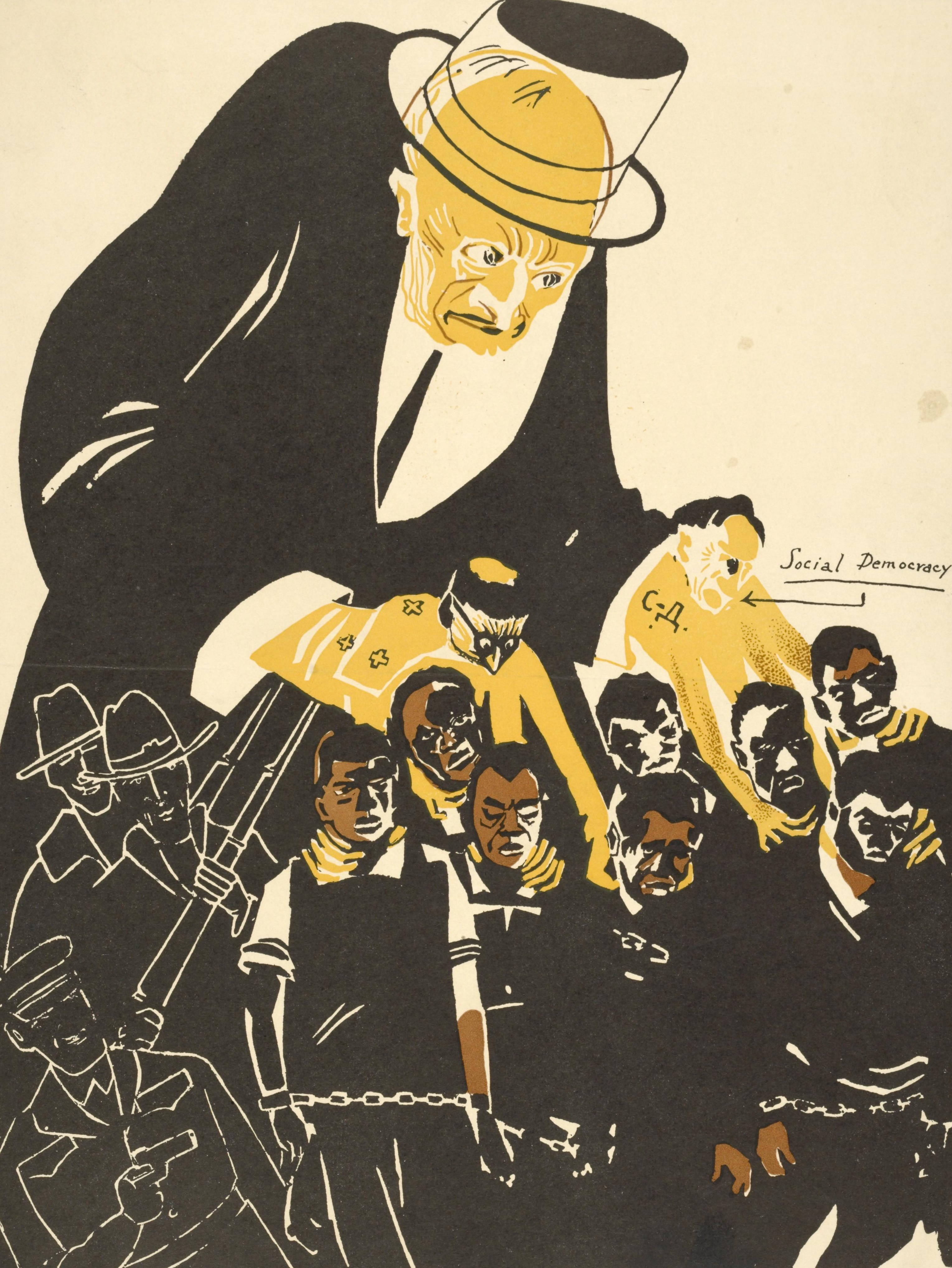
Arte anti-capitalista de Dmitry Moor

The Negro as Capitalist (1936) foi o trabalho mais famoso de Abram Harris. Nele, Harris argumentou que no período anterior à abolição, havia apenas algumas dezenas de pretos que haviam acumulado moderadas fortunas, incluindo fazendeiros pretos em posse de algumas dezenas de escravizados e alguns poucos empreendedores. Devido às restrições de crédito, à insegurança jurídica e social, além das limitações impostas pelo campo restrito de atividades que a discriminação e as condições de pobreza permitiam optar, apenas uma elite preta modesta e pouco numerosa se desenvolveu no período pré-Guerra Civil. Naquela época, a igreja preta servia como suporte de organização civil. Embora o desenvolvimento dessa classe no seio da população preta seja de impressionar, a discriminação e a segregação racial mantiveram muito restritos os horizontes da igualdade social. Nenhum avanço significativo foi feito pela população preta nos setores da indústria e do comércio. A diversificação de uma classe preta " capitalista” se restringiu aos serviços de recreação e lazer, ao comércio no varejo, aos serviços pessoais e à pequena propriedade agrária. Essa restrição na diversificação dos setores produtivos impactava negativamente o seu setor financeiro. 
A frágil classe econômica preta dominante resistiu menos ainda diante do crescimento em escala das firmas. Setores como o comércio varejista e a prestação de serviços nas comunidades pretas segregadas passaram a ser cada vez mais penetrados por grandes firmas dominadas por brancos. Boa parte das energias antes concentradas pelas lideranças pretas no projeto de uma elite econômica empreendedora, divergiram para a reivindicação de que os afro-americanos ocupassem bons cargos nessas firmas. Em outras palavras, refletindo mudanças nas circunstâncias objetivas, o projeto de uma elite preta capitalista deu lugar, em boa medida, para o projeto de uma elite preta assalariada. Harris identificou um desenvolvimento da classe preta capitalista durante as primeiras décadas do século XX, medido pelo constante aumento com alguma queda durante e após a Crise de 1929. Ele executou sua investigação empírica tendo como foco os banco e afirmando que, nesse período, apenas pouco mais de 10 entre os mais de 100 bancos que foram abertos por afro-americanos sobreviveram. E isso somente foi possível, através de uma dinâmica que envolvia a quebra de muitos desses bancos e fusões de outros. Tais bancos foram capitalizados para garantir à população preta um nível de poupança necessário ao acesso a serviços básicos.

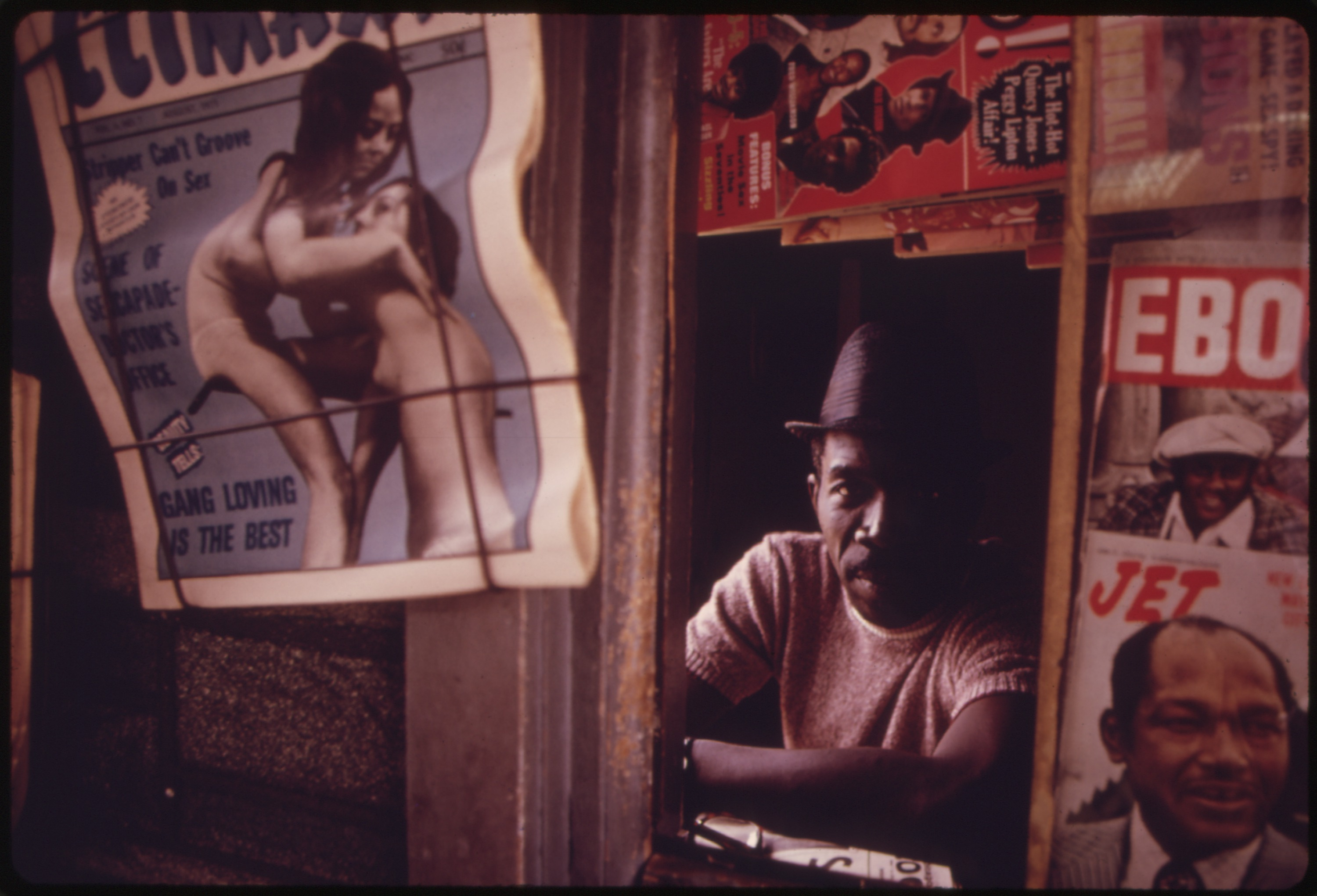
Um jornaleiro preto em Chicago, cidade considerada a capital do business preto

Harris chamou a atenção para o antagonismo de classe entre a população preta, que seria mascarado pelo discurso da própria elite preta. Havia, na época, a defesa de um projeto econômico separatista para essa população, mas Harris tinha a posição de que a ideia de uma economia independente era irrealista. Quanto ao protecionismo econômico, ele acreditava que o discurso pretendia mascarar sob uma ideologia de solidariedade racial esse antagonismo de classe entre a elite e as massas da população preta, enfatizando que o afro-americano precisava se sindicalizar junto com o empreendedor branco. Essa era a razão dos problemas no desenvolvimento dos negócios entre os pretos.
Ele concluiu que a classe média preta estava usando seu orgulho racial e união para apoiar os negócios controlados pela classe média norte-americana. Ele percebia que os pretos não estavam alcançando os brancos e que os negócios dos pretos não cresceria se não houvesse um mercado interracial. Com respeito ao descontentamento dos pretos com os empreendedores judeus, Harris disse que "em sua confusão, as massas são guiadas a direcionar seus ânimos contra os judeus e contra os brancos. As forças reais por trás de seu desconforto são mascaradas pela raça que os impede de ver que o que o empreendedor negro mais quer é liberdade para monopolizar e explorar o mercado que eles abastecem. Eles não conseguem ver que não têm maior explorador que o capitalismo preto, de quem vive sob má remuneração se não trabalhar muito duro, embora ele e sua família possam e muitas vezes vivam numa conspiciosa luxúria".

## Legado
Ao longo de sua vida, Harris exerceu a influência sobre o pensamento preto, tanto sobre a corrente radical quanto sobre a neo-conservadora. Seus livros são The Black Worker, the Negro & the Labor Movement (1931) and The Negro as Capitalist (1936). Nele, Harris escreveu sobre o crescente sentimento contra o mundo dos negócios na Grande Depressão. Os ensaios de Harris em The Journal of Political Economy desempenharam um papel importante para os institucionalistas e para seus estudos da história das doutrinas econômicas. Ele faleceu em novembro de 1963.